# Ann Lowe
Ann Cole Lowe (Clayton, 14 de diciembre de 1898-Queens, 25 de febrero de 1981) fue una diseñadora de moda estadounidense y la primera afroamericana en convertirse en una destacada diseñadora de moda. Los diseños únicos de Lowe fueron los favoritos de las matronas de la alta sociedad entre las décadas de 1920 y 1960. Fue más conocida por diseñar el vestido de novia de Jacqueline Kennedy cuando se casó con John F. Kennedy en 1953.

## Infancia
Nació en la zona rural de Clayton, Alabama en 1898. Era bisnieta de una mujer negra esclava y del propietario blanco de una plantación de Alabama. Tuvo una hermana mayor, Sallie. Su interés en la moda, la costura y el diseño provino de su madre Janey y su abuela Georgia, quienes trabajaron como costureras para las principales familias de Montgomery y otros miembros de la alta sociedad. Su madre murió cuando ella tenía dieciséis años. En el momento de su muerte, la madre de Lowe había estado trabajando en cuatro vestidos de fiesta para la primera dama de Alabama, Elizabeth Kirkman O'Neal. Usando las habilidades que aprendió de su madre y su abuela, Lowe terminó los vestidos.
En 1912 se casó con Lee Cohen, con quien tuvo un hijo, Arthur Lee. Después de su matrimonio, el marido quiso que dejara de trabajar como costurera. Ella cumplió por un tiempo, pero lo abandonó después de que la contrataran para diseñar un vestido de novia para una mujer en Florida.

## Carrera profesional
En 1917 se mudó con su hijo a la ciudad de Nueva York, donde se matriculó en la S. T. Taylor Design School. Como la escuela estaba segregada, debió asistir a clases en una habitación sola. Después de graduarse en 1919, junto con su hijo se mudaron a Tampa, Florida. Al año siguiente, abrió su primera tienda y taller. El salón estaba dirigido a miembros de la alta sociedad y rápidamente se convirtió en un éxito. Habiendo ahorrado $ 20 000 de sus ganancias, regresó a la ciudad de Nueva York en 1928. Durante un tiempo, trabajó a comisión para tiendas como Henri Bendel, Chez Sonia, Neiman Marcus y Saks Fifth Avenue. En 1946 diseñó el vestido que usó Olivia de Havilland para aceptar el Premio de la Academia a la Mejor Actriz por La vida íntima de Julia Norris, aunque el nombre de la firma del vestido era Sonia Rosenberg.

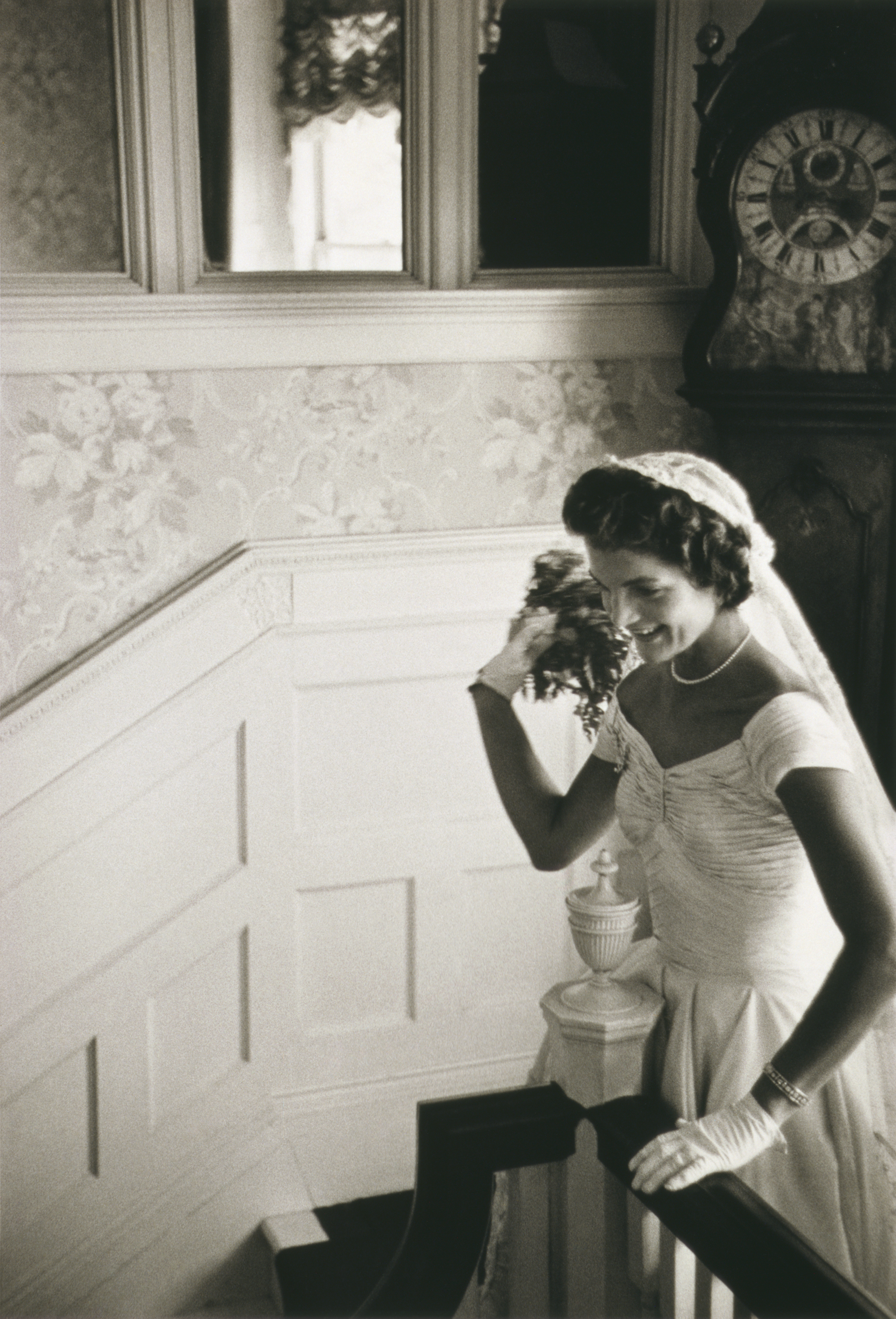
Jacqueline Kennedy con el vestido de novia que Lowe diseñó para de su matrimonio con John F. Kennedy el 12 de septiembre de 1953.

Como no recibía crédito por su trabajo, Lowe y su hijo abrieron un segundo salón, Ann Lowe's Gowns, en Lexington Avenue de la ciudad de Nueva York en 1950. Sus diseños únicos hechos con las mejores telas fueron un éxito inmediato y atrajeron a muchas clientas ricas de la alta sociedad. Los elementos de diseño por los que era conocida incluyeron un fino trabajo manual, telas de calidad, motivos florales exclusivos y la técnica del trapunto. Se especializó en vestidos de debutante y las clientas complacidas volvían luego a requerirla para sus vestidos de novia. Sus diseños fueron acreditados en publicaciones como Vogue, Vanity Fair.y Town and Country durante las décadas de 1950 y 1960. Posteriormente el The Saturday Evening Post llamó a Lowe «el secreto mejor guardado de la sociedad». Lowe explicó que su motivación no era la búsqueda de fama o fortuna, sino que deseaba «demostrar que un negro puede convertirse en un diseñador de moda importante».
Fue conocida por ser muy selectiva al elegir a su clientela. Más tarde se describió a sí misma como «una espantosa esnob», y agregó: «Me encanta mi ropa y soy especial acerca de quién la usa. No estoy interesada en coser para la Café society o trepadores sociales. No atiendo a Mary y Sue. Coso para las familias del Social Register». A lo largo de su carrera creó diseños para varias generaciones de las familias Auchincloss, Rockefeller, Lodge, Du Pont, Post y Biddle.
En 1953 Janet Lee Auchincloss la contrató para diseñar el vestido de novia para su hija, la futura primera dama Jacqueline Bouvier, y los vestidos de sus damas de honor para su boda en septiembre con el entonces senador John F. Kennedy. Auchincloss ya había elegido antes a Lowe para diseñar su propio vestido de novia en su matrimonio con Hugh D. Auchincloss en 1942. El vestido que diseñó para Bouvier consistió en 45 metros de «tafetán de seda color marfil con bandas entrelazadas de pliegues que formaban el corpiño y pliegues similares en grandes diseños circulares alrededor de la falda». El vestido, que costó $ 500 (aproximadamente $ 5 000 actuales), fue descrito en detalle en la cobertura de la boda por el The New York Times. Si bien la boda de Bouvier y Kennedy fue un evento muy publicitado, Lowe no recibió crédito público por su trabajo, y solo se refirieron a ella como «una modista de color».
A lo largo de su carrera continuó trabajando para clientas adineradas que a menudo la convencían de no cobrar cientos de dólares por sus diseños. Después de pagarle a su personal, a menudo no obtenía ganancias con sus diseños. Luego admitió que en el apogeo de su carrera, estaba prácticamente en quiebra. En 1961 recibió el premio Couturier of the Year pero en 1962 perdió su salón en la ciudad de Nueva York después de no pagar los impuestos. Ese mismo año, le extirparon el ojo derecho debido a un glaucoma. Mientras se recuperaba, un amigo anónimo pagó las deudas de Lowe, lo que le permitió volver a trabajar. En 1963 se declaró en quiebra. Poco después, desarrolló una catarata en su ojo izquierdo; la cirugía le salvó el ojo. En 1968 abrió una nueva tienda, Ann Lowe Originals, en Madison Avenue. Se jubiló en 1972.

## Vida personal
Se casó dos veces y tuvo dos hijos, uno biológico y la otra, una niña adoptada. Se casó con su primer marido, Lee Cohen, en 1912. Tuvieron un hijo, Arthur Lee, que más tarde trabajó como socio comercial de su madre hasta su muerte en un accidente automovilístico en 1958. Se casó por segunda vez pero ese matrimonio también terminó pronto. Lowe dijo más tarde: «Mi segundo marido me dejó. Dijo que quería una esposa real, no una que siempre saltara de la cama para dibujar vestidos». Más tarde adoptó una hija, Ruth Alexander.
En la década de 1930 vivió en un apartamento en Manhattan Avenue en Harlem. Su hermana mayor, Sallie, vivió más tarde con ella. Ambas eran miembros de la Iglesia Metodista Unida de San Marcos.

## Fallecimiento
En los últimos cinco años de su vida vivió con su hija Ruth en Queens. Murió en la casa de esta el 25 de febrero de 1981, después de una larga enfermedad. Su funeral se llevó a cabo en la Iglesia Metodista Unida de San Marcos el 3 de marzo.

## Legado
Como diseñadora afroamericana pionera, una colección de cinco de sus diseños se conservan en el Instituto de la Moda en el Museo Metropolitano de Arte. Tres están en exhibición en el Museo Museo Nacional de Arte y Cultura Afroamericana del Smithsonian en Washington D. C. Otros diseños fueron incluidos en una exposición sobre moda negra en el Museo del Fashion Institute of Technology en Manhattan en diciembre de 2016.
En 2017 se publicó un libro para niños, Fancy Party Gowns: The Story of Ann Cole Lowe, escrito por Deborah Blumenthal. La autora Piper Huguley escribió una novela de ficción histórica sobre la vida de Lowe.